# Emil Christensen

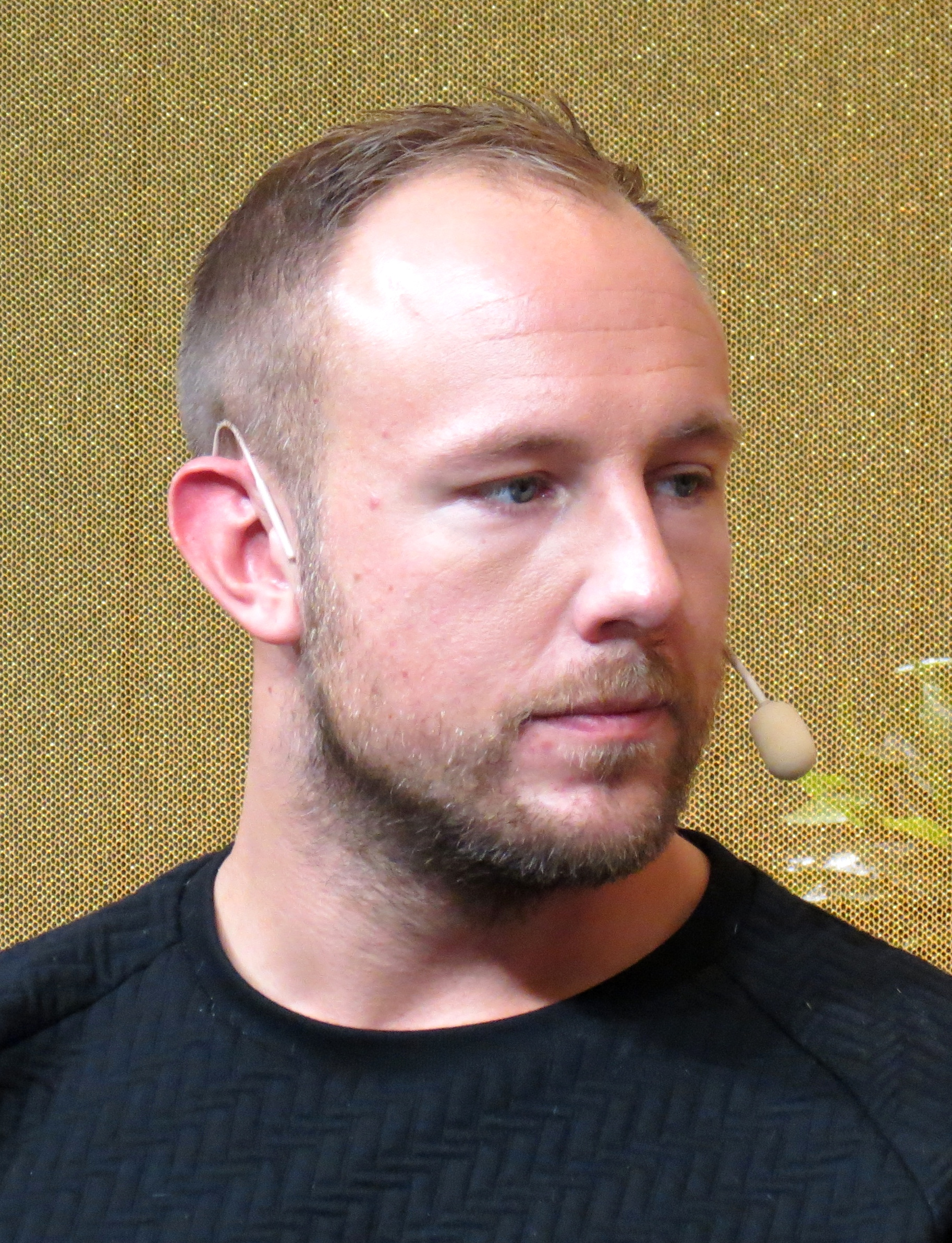
Emil Christensen bei der Göteborg Buchmesse 2017.

Emil „HeatoN“ Christensen (* 14. Juni 1984 in Stockholm, Schweden) ist ein ehemaliger schwedischer Counter-Strike-Spieler und aktueller Teammanager. Er galt zu seiner aktiven Zeit als einer der besten Spieler der Welt und hat mit Ninjas in Pyjamas und SK Gaming mehrere E-Sport-Weltmeisterschaften gewonnen. Anschließend war Christensen General Manager von Stockholm Magnetik, einem der Franchise-Teams in der Championship Gaming Series. Mit der Zeit hat sich um seine Person ein regelrechter Kultstatus entwickelt.

## Karriere
1999 gründete Emil „HeatoN“ Christensen zusammen mit Tommy „Potti“ Ingemarsson den Clan Ninjas in Pyjamas. In den Jahren 2000 und 2001 beendeten die schwedischen Counter-Strike-Spieler unter anderem die CPL Dallas Babbages, die CPL London, die CPL Berlin sowie das CPL World Championship in Dallas auf dem ersten Platz und galten damit weltweit als Nummer eins.
Mitte 2002 wechselte der Großteil von NiP, inklusive Christensen, zu SK Gaming. Nachdem 2003 der Norweger Ola „elemeNt“ Moum verpflichtet wurde, konnte SK bis zum Ende des Jahres von niemandem geschlagen werden: Das Team wurde auf der CPL Summer, der CPL Winter und den World Cyber Games Erster. Nach dem Weggang Moums im Jahr 2004 hatte SK große Probleme damit, sich weiterhin als stärkstes Team der Welt zu behaupten. Aufgrund der schlechten Ergebnisse gegen Ende des Jahres kam es zum Bruch mit dem Management von SK Gaming; die Verträge wurden nicht verlängert.
Daraufhin wurde im Januar 2005 der Clan Ninjas in Pyjamas von Christensen und seinen vier SK-Mitspielern wiedereröffnet. Er konnte den hohen Erwartungen anfangs jedoch nicht gerecht werden. Mitte des Jahres verließen alle Spieler bis auf Christensen NiP nach einem Streit. Christensen musste einen neuen Kader zusammenstellen und setzte dabei größtenteils auf eher unbekannte Spieler. Mit diesen wurde Ninjas in Pyjamas in der dritten Saison der World e-Sports Games und auf der CPL Winter Vierter.
Mitte 2006 pausierte Christensen seine Karriere für ein halbes Jahr. Als er Anfang 2007 wieder ins aktive Geschehen zurückkehrte, war erneut eine größere Umstrukturierung bei NiP notwendig. Seitdem konnte der Clan jedoch keine nennenswerten Erfolge feiern. September 2007 wurde bekannt, dass Christensen seine aktive Spielerlaufbahn beendet, um General Manager in der Championship Gaming Series zu werden. Kurz darauf wurde der Clan Ninjas in Pyjamas aufgelöst.
Nach zwei Spielzeiten, in denen das von Christensen geleitete Stockholm Magnetik keine besonderen Erfolge vorzuweisen hatte, gaben die Verantwortlichen im November 2008 das Ende der groß angelegten TV-Liga bekannt, da die Zuschauerzahlen hinter den Erwartungen zurückgeblieben sind.
Mit den ersten Turnieren in Counter-Strike: Global Offensive kehrten die Ninjas in Pyjamas 2012 zurück auf die E-Sports-Bühne. HeatoN stellte sich der schwedischen Organisation als Manager zur Verfügung. Unter seiner Leitung blühte das Marketing des Clans auf. Neben üblichen Fanartikeln wie Trikots oder Mauspads bringt die Organisation seitdem immer wieder ungewöhnliche Produkte mit ihren Logos auf den Markt. Ende 2013 war beispielsweise der sogenannte McNiP-Burger in schwedischen Restaurants der Fastfoodkette McDonald’s erhältlich. HeatoN stellt die neuen Produkte meist auf seinem Facebook- oder Twitter-Account vor.
Im Herbst 2015 wurde Christensen in Folge einer Anklage wegen Steuerhinterziehung zu 40 Tagessätzen Bußgeld verurteilt.

## Clans
- Ninjas in Pyjamas (1999 – Juni 2002)
- SK Gaming (Juni 2002 – Dezember 2004)
- Ninjas in Pyjamas (Januar 2005 – September 2007)
- Stockholm Magnetik (als General Manager, September 2007 – November 2008)
- Ninjas in Pyjamas (als Manager, 2012 – 2018)
- Godsent (als Manager, 2022 – heute)

## Erfolge
- CPL World Championship 2001: 1. Platz
- CPL Summer 2002: 1. Platz
- CPL Winter 2002: 3. Platz
- Electronic Sports World Cup 2003: 3. Platz
- CPL Summer 2003: 1. Platz
- World Cyber Games 2003: 1. Platz
- CPL Winter 2003: 1. Platz
- Electronic Sports World Cup 2004: Top 8
- CPL Summer 2004: 2. Platz
- World Cyber Games 2004: 4. Platz
- Electronic Sports World Cup 2005: Top 12
- GameGune 2005: 1. Platz
- World e-Sports Games 2005 Season 3: 4. Platz
- CPL Winter 2005: 4. Platz
- WSVG Dreamhack Summer 2006: 1. Platz
- Electronic Sports World Cup 2006: Top 8
- WSVG Louisville 2007: 3. Platz
- Electronic Sports World Cup 2007: Top 8